# União Ciclista da Maia
A conhecida como estrutura Maia  foi um equipa ciclista português com sede em Maia primeiro e em Póvoa de Varzim depois, e cujos principais patrocinadores ao longo de sua existência (1991-2008) foram companhias como Jumbo, CIN, Milaneza, MSS e A Alumínios.
Em seus últimos anos era de categoria Continental, com Manuel Zeferino como director principal.
Chegou a participar na Volta a Espanha em 2001 e 2002.

## Corredor melhor classificado nas Grandes Voltas
| Ano  | Giro d'Italia | Tour de France | Volta a Espanha               |
| ---- | ------------- | -------------- | ----------------------------- |
| 1991 | -             | -              | -                             |
| 1992 | -             | -              | -                             |
| 1993 | -             | -              | -                             |
| 1994 | -             | -              | -                             |
| 1995 | -             | -              | -                             |
| 1996 | -             | -              | 42.º Manuel Luis Abreu Campos |
| 1997 | -             | -              | Abandono                      |
| 1998 | -             | -              | -                             |
| 1999 | -             | -              | -                             |
| 2000 | -             | -              | -                             |
| 2001 | -             | -              | 8.º Claus Michael Møller      |
| 2002 | -             | -              | 12.º Claus Michael Møller     |
| 2003 | -             | -              | 16.º Txema del Olmo           |
| 2004 | -             | -              | -                             |
| 2005 | -             | -              | -                             |
| 2006 | -             | -              | -                             |
| 2007 | -             | -              | -                             |
| 2008 | -             | -              | -                             |

## Material ciclista
A equipa utilizava bicicletas Specialized e em sua última temporada Orbea.

## Sede
A equipa teve sua sede em Vermoim, uma freguesia de Maia, até 2006. Desde então e até seu desaparecimento teve a sua sede em Póvoa de Varzim, cidade natal de Manuel Zeferino.

## Palmarés
- 1º Volta a Venezuela 1999 - Rui Lavarinhas

## Vitórias em 2006
| Data               | Prova                                        | Ciclistas             |
| 19 de Fevereiro    | Etapa 5 Volta ao Algarve                     | João Cabreira         |
| 15-19 de Fevereiro | Classificação Geral Volta ao Algarve         | João Cabreira         |
| 25 de Junho        | Camp. Nacional de Portugal de Ciclismo       | Bruno Pires           |
| 7 de Julho         | Etapa 3 Troféu Joaquim Agostinho             | Daniel Andonow Petrow |
| 5-9 de Julho       | Classificação Geral Troféu Joaquim Agostinho | Daniel Andonow Petrov |
| 12 de Agosto       | Etapa 7 Volta a Portugal                     | Joao Cabreira         |

## Elenco de 2007
| Nome                 | Data de Nascimento    | Nacionalidade | Equipa em 2006                |
| Antonio Amorim       | 19 de Maio 1985       | Portugal      |                               |
| Pedro Andrade        | 21 de Março 1977      | Portugal      |                               |
| Edgar Anão           | 31 de Março de 1982   | Portugal      | Imoholding-Jardim Hotel Loulé |
| Afonso Azevedo       | 18 de Julho de 1984   | Portugal      |                               |
| Rogério Baptista     | 2 de Dezembro 1983    | Portugal      |                               |
| João Cabreira        | 12 de Maio de 1982    | Portugal      |                               |
| Pedro Cardoso        | 12 de Abril de 1974   | Portugal      |                               |
| Vitor Bruno Carvalho | 17 de Maio de 1983    | Portugal      | Vitória-ASC                   |
| Claudio Faria        | 1 de Outobro de 1977  | Portugal      | Madeinox-BRIC-AR Canelas      |
| Bruno Neves          | 5 de Setembro de 1981 | Portugal      | Madeinox-BRIC-AR Canelas      |
| Bruno Pires          | 15 de Maio de 1981    | Portugal      |                               |
| Xavier Tondo         | 5 de Novembro de 1978 | Espanha       | Relax-GAM                     |
| Angel Vazquez        | 9 de Maio de 1980     | Espanha       | Barbot-Halcon                 |

### Elenco de 2008
| Nome                 | Nascimento | Nacionalidade | Equipo 2007       |
| Alfonso Azevedo      | 13/06/1981 | Portugal      | A-MSS             |
| Rogerio Batista      | 02/12/1983 | Portugal      | A-MSS             |
| João Cabreira        | 12/05/1982 | Portugal      | A-MSS             |
| Pedro Cardoso        | 12/04/1974 | Portugal      | A-MSS             |
| Claudio Faria        | 01/10/1977 | Portugal      | A-MSS             |
| José Antonio Garrido | 28/11/1975 | Espanha       | A-MSS             |
| Bruno Neves          | 05/09/1981 | Portugal      | A-MSS             |
| Bruno Pires          | 15/05/1981 | Portugal      | A-MSS             |
| Pedro Romero         | 04/06/1982 | Espanha       | Spiuk-Extremadura |
| Tiago Silva          | 06/10/1986 | Portugal      | Neoprofesional    |
| Xavier Tondo         | 05/11/1978 | Espanha       | A-MSS             |
| Angel Vicioso        | 13/04/1977 | Espanha       | Relax-GAM         |
| Constantino Zaballa  | 15/05/1978 | Espanha       | Caisse d'Epargne  |